# Agnieszka Skrzypulec
Agnieszka Skrzypulec (Szczecin, 3 de junio de 1989) es una deportista polaca que compite en vela en la clase 470.
Participó en tres Juegos Olímpicos de Verano, entre los años 2012 y 2020, obteniendo una medalla de plata en Tokio 2020, en la clase 470 (junto con Jolanta Ogar).
Ganó una medalla de oro en el Campeonato Mundial de 470 de 2017 y una medalla de bronce en el Campeonato Europeo de 470 de 2017.

## Palmarés internacional
| \| Juegos Olímpicos \| Juegos Olímpicos \| Juegos Olímpicos \| Juegos Olímpicos \| \| Año \| Lugar \| Medalla \| Clase \| \| ------------------ \| ----------------- \| ----------------- \| ---------------- \| \| 2020 \| Tokio (Japón) \| Medalla de plata \| 470 \| \| Campeonato Mundial \| \| \| \| \| Año \| Lugar \| Medalla \| Clase \| \| 2017 \| Salónica (Grecia) \| Medalla de oro \| 470 \| \| Campeonato Europeo \| \| \| \| \| Año \| Lugar \| Medalla \| Clase \| \| 2017 \| Mónaco (Mónaco) \| Medalla de bronce \| 470 \| |                   |                   |       |
| Juegos Olímpicos |                   |                   |       |
| Año | Lugar             | Medalla           | Clase |
| 2020 | Tokio (Japón)     | Medalla de plata  | 470   |
| Campeonato Mundial |                   |                   |       |
| Año | Lugar             | Medalla           | Clase |
| 2017 | Salónica (Grecia) | Medalla de oro    | 470   |
| Campeonato Europeo |                   |                   |       |
| Año | Lugar             | Medalla           | Clase |
| 2017 | Mónaco (Mónaco)   | Medalla de bronce | 470   |